# Coley's Point
Coley's Point is een buurt van de gemeente Bay Roberts in de Canadese provincie Newfoundland en Labrador. De buurt is gelegen aan een inham van Conception Bay in het oosten van het eiland Newfoundland.

## Geschiedenis
De plaats was oorspronkelijk een seizoensgebonden nederzetting die gefrequenteerd werd door vissers van het Kanaaleiland Jersey. In de jaren 1790 groeide het uit tot een permanente nederzetting door inwijkelingen uit het naburige plaatsje Port de Grave. Later vestigden ook heel wat Engelse immigranten zich er.
In 1896 werd een dijk over een smal stuk van de natuurlijke haven van Bay Roberts aangelegd. Deze weg, genaamd de Klondike, diende om Coley's Point en Bay Roberts sneller bereikbaar te maken. De afstand daalde van ruim anderhalve kilometer naar zo'n 250 meter.
In 1951 telde de plaats Coley's Point 641 inwoners. In 1955 werd de plaats door de provincie erkend als een zelfstandige gemeente. In 1961 waren er 628 inwoners.
De gemeente bestond minder dan een decennium, daar Coley's Point in 1964 geannexeerd werd door de grotere buurgemeente Bay Roberts. Doorheen de jaren zijn beide plaatsen met elkaar vergroeid tot een enkele bewoningskern.

## Geografie
Coley's Point bevindt zich in het zuidoosten van het schiereiland Bay de Verde. Dat schiereiland maakt zelf deel uit van het grote schiereiland Avalon in het zuidoosten van het eiland Newfoundland. Coley's Point ligt aan de oevers van de inham genaamd Bay Roberts, een zijbaai van de grote Conception Bay.
De buurt ligt direct ten zuidoosten van Bay Roberts-centrum, waarmee het volledig vergroeid is. In die hoedanigheid maakt het deel uit van het kerngebied van de Agglomeratie Bay Roberts.

## Zie ook

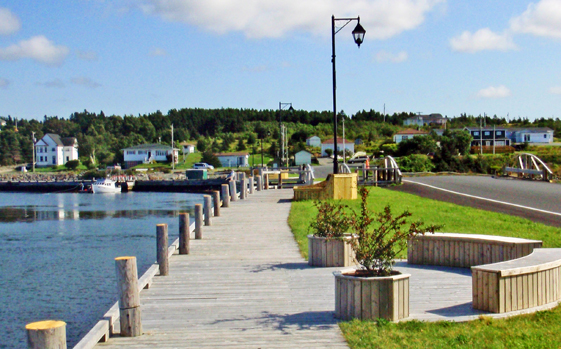
De Klondike met in de achtergrond de buurt Coley's Point. Ook het brugje dat kleine bootjes toelaat om het afgesloten stuk van de haven (rechts) te betreden is zichtbaar.